# 赵秉钧

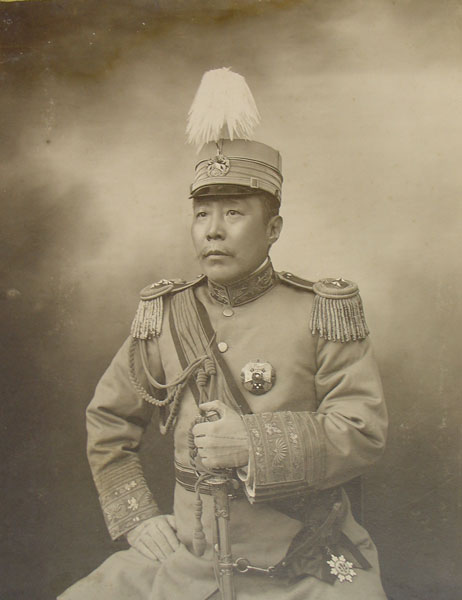
赵秉钧

趙秉钧（1859年2月3日—1914年2月26日），字智庵，河南省汝直隸州人，中国清末民初政治家，袁世凱的親信，亦是中國現代警察制度創始人。民国初年曾任國務總理，並在當時加入國民黨擔任理事，但其後因背負宋教仁遇刺案的嫌疑而辭去總理一職，由段祺瑞暫代。後來中風死亡。

## 生平

### 早年生涯

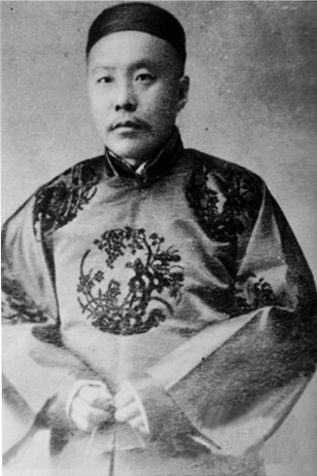
赵秉钧

1859年2月3日（清咸丰九年正月初一），赵秉钧出生在河南汝州（今临汝），他幼年丧父，家境十分贫寒，十岁的时候，母亲亦亡故，只好投靠在白沙村舅舅家。寄人篱下的生活使他过早地成熟，小于世故，少年老成。十几岁时，赵秉钧在舅舅的帮扶下，到商业较发达的赊店镇，入广兴店当“相公”（就是伙计）。
1878年（光緒四年），加入左宗棠领导的楚軍，开赴新疆。1883年（光緒9年），在伊犁出任勘划中俄边界办事員。因“边防出力”，获“保以巡检遇缺即选”。1889年（光绪15年），赵秉钧改捐典史，分发直隶省，次年到省。1891年，补直隶新乐县典史。1895年调署东明县典史。其间，1895年12月袁世凯小站练兵之时，赵秉钧随习军政，专攻侦探、警察两门。1897年调署东明县中汛管河巡检，并署开州下汛中判。1899年（光緒25年）调署天津北仓大使，题补献县管河主簿，同年捐升知县，充直隷保甲局总办，兼统率巡防营。翌年義和团之乱爆发，赵秉钧参与镇压義和团，在直隷总督李鴻章手下补用为知州。

### 警察機关的創始人

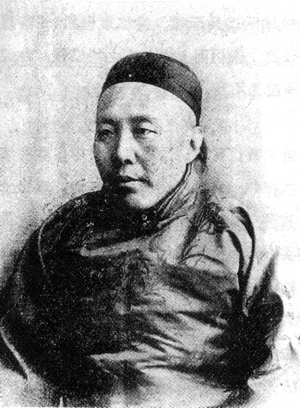
赵秉钧

1902年（光緒28年），趙秉鈞被任命为保定巡警局总办，同时，还获袁世凯奏保为知府加盐运使衔。当時，奉袁世凱之命，趙秉鈞与驻中国的日本警官合力创制了中国近代警察制度。趙秉鈞在保定创设了警務学堂，后调任天津南段巡警局总办，在天津设立巡警学堂。1903年（光绪29年），两所学堂合并，成立北洋巡警学堂。
1905年（光緒31年），清朝的巡警部成立，经袁世凱推薦，趙秉鈞被任命为巡警部右侍郎。由此，趙秉鈞掌握了巡警部的实权。而且袁世凱将巡警部当作一種特務機关开展活動。1909年（宣統元年）1月，袁世凱一時失势，趙秉鈞遂被罷免。1911年（宣統3年）10月辛亥革命爆发，袁世凱内閣組建，趙秉鈞被任命为民政部大臣。

### 国务总理
中華民国成立後的1912年（民国元年）3月，唐紹儀内閣成立，趙秉鈞任内務总長。其后，趙秉鈞奉袁世凯之命开展反唐運動，唐紹儀被迫辞職。在随之成立的陸徵祥内閣中，趙秉鈞继续任内務总長。同年8月，陸徵祥遭临时参議院彈劾而辞職，趙秉鈞代理国務总理。9月，正式继任国務总理（同时兼任内務总長）。
在上台之初，趙秉鈞作出了同国民党的融和姿态，故组阁比較順利。但此后他逐渐摆出同国民党对决的姿态。1913年（民国2年），国民党在选举中获胜。同年3月，国民党领袖宋教仁在上海遇刺身亡。其后由于趙秉鈞被指秘密策划了暗杀宋教仁的计划，遭到舆论抨击，故同年7月辞去国務总理职务。此後，趙秉鈞历任步軍統領兼管京師巡警、北京警備地域司令官。12月16日，他被任命为署直隷都督（翌年2月兼任直隶省民政長）。

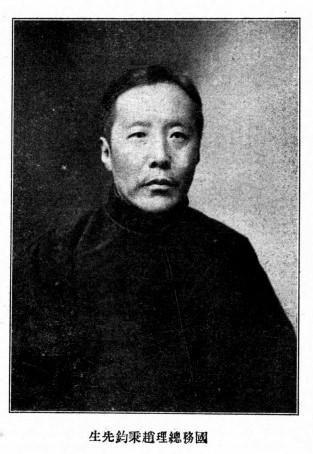
《民国之精华》中的國務總理趙秉鈞

### 逝世
1914年（民国3年）2月26日，趙秉鈞在天津的直隶都督署因中风病逝，享年56岁（满55歳）。趙秉鈞孫子趙純佑1998年5月20日給汝州族人的信中提到，「先祖卒于1914年2月27日，實為2月26日亥末子初，應為陰歷二月初二。因督署秘書長于27日始電報袁總統，原電謹稱腹瀉頭暈，厥逆撲地，並無七孔流血而死。後人作傳，妄加枝葉，引人猜疑袁因涉有加害之嫌，指為北洋集團離心之始。其實他是死于中風，即今所謂腦溢血，倒臥于內寢室床頭側旁，這是當時家屬親見，並無吐血情形。」
1915年（民国4年）12月，袁世凯称帝，趙秉鈞获追贈为一等忠襄公。